# Sekundär sklerosierende Cholangitis
Die sekundär sklerosierende Cholangitis (SSC) ist eine Erkrankung der intrahepatische Gallenwege mit sklerotischem Umbau, die meist als Folge einer Obstruktion der Gallenwege entsteht. Oft ist ihre Ursache auch unbekannt. Im Vergleich zur primär sklerosierenden Cholangitis (PSC) ist der Verlauf in manchen Fällen schwerer und schneller progredient.

## Ursache
Ursache ist typischerweise eine Obstruktion in den ableitenden Gallenwegen (beispielsweise ein Konkrement). In selteneren Fällen können Minderdurchblutungen der Gallenwege, Einbringen von Chemotherapeutika oder auch angeborenen Leiden (beispielsweise Polyarteriitis nodosa) ursächlich sein.
Bei Patienten auf der Intensivstation ist die SSC ebenfalls (ohne entsprechende erkennbare Ursachen) beschrieben. Es gibt jedoch Hinweise, dass hier ebenfalls eine Okklusion der Gallenwege nahe liegt, da die Gallengänge dann durch eine zähe Flüssigkeit ausgefüllt sind.

## Diagnostik
Typischerweise zeigen sich stark erhöhte Leberwerte. Zur Diagnosestellung eignet sich die ERCP, wobei sich stenotische Verengungen der Gallenwege zeigen. Histologisch ist die Bildung eines sogenannten Cast charakteristisch. Hierbei handelt es sich um einen Abguss der Gallenwege durch Proteinablagerungen.

## Therapie
Eine kausale Therapie ist derzeit nicht möglich. Eine Heilung kann nur durch eine Lebertransplantation erreicht werden. Medikamentöse Besserung durch Ursodeoxycholsäure wie bei der primär sklerosierenden Cholangitis ist kaum ersichtlich. Es gibt jedoch Hinweise auf eine Linderung der Symptomatik durch Budesonid.